# Ioánnis Rállis
Ioannis Rallis (en grec : Ιωάννης Ράλλης ; 1878-1946) est le troisième et dernier Premier ministre collaborationiste du gouvernement grec durant l’occupation lors de l'occupation de la Grèce par l'Axe pendant la Seconde Guerre mondiale. Son gouvernement a duré du 7 avril 1943 au 12 octobre 1944, succédant à Konstantinos Logothetopoulos dans le gouvernement fantoche grec contrôlé par les nazis à Athènes.
Il est condamné à la prison à vie par le Tribunal Spécial et meurt en prison le 26 octobre 1946.
Il est le fils de Dimitrios Rallis, plusieurs fois Premier ministre, et le père de Georges Rallis.
Membre du Parti populaire royaliste, Ioannis Rallis est quatre fois ministre entre 1920 et 1933.